# Liste der Naturdenkmale in Habichtswald (Gemeinde)
Die Liste der Naturdenkmale in Habichtswald nennt die auf dem Gebiet der Gemeinde Habichtswald im Landkreis Kassel in Hessen gelegenen Naturdenkmale. Dies sind gegenwärtig Bäume an 6 Standorten.

## Bäume
| Bild                          | Bezeichnung                          | Ortsteil, Lage                                             | Beschreibung | Art                             | Nr.      |
| ----------------------------- | ------------------------------------ | ---------------------------------------------------------- | --- | ------------------------------- | -------- |
| mehr Fotos \| Fotos hochladen | 1 Pyramideneiche                     | Dörnberg, Wolfhager Straße 51° 20′ 30,6″ N, 9° 20′ 33,7″ O | Pyramideneiche in der Ortsmitte von Dörnberg. Der Baum steht an der Wolfhager Straße, beim Portal der Kirche Dörnberg. Stammumfang: 3,65 m Höhe: 17 m Pflanzjahr: ca. 1925 OSM-Link zur Kartendarstellung: Pyramideneiche in Dörnberg | Quercus robur 'Fastigiata'      | 6.33.301 |
| mehr Fotos \| Fotos hochladen | 1 Eiche                              | Dörnberg 51° 20′ 57,6″ N, 9° 21′ 36,1″ O                   | Stieleiche ca. 1,0 km nordöstlich des Ortsrandes von Dörnberg. Standort ist eine Weide ca. 300 m südwestlich der Kuppe des Hohlesteins. Ungefähr 50 m westlich der Eiche führt ein Wirtschaftsweg entlang der Weide, der Bestandteil des Dörnberger „Rundweg 1“ ist. Stammumfang: 4,35 m Höhe: 24 m Pflanzjahr: ca. 1855 oder früher OSM-Link zur Kartendarstellung: Stieleiche nordöstlich von Dörnberg | Quercus robur                   | 6.33.302 |
| mehr Fotos \| Fotos hochladen | 1 Eiche                              | Dörnberg 51° 21′ 6,9″ N, 9° 21′ 23″ O                      | Stieleiche ca. 1,0 km nordöstlich des Ortsrandes von Dörnberg. Die Eiche mit Zwillingsstamm, beginnend ab etwa 1,0 m Höhe, steht auf einer Weide, etwa 500 m westlich der Kuppe des Hohlesteins. Ungefähr 30 m westlich des Baumes führt ein Wirtschaftsweg entlang der Weide, der Bestandteil mehrerer Wanderwege, darunter des Kassel-Steigs, ist. Stammumfang: 6,30 m Höhe: 25 m Pflanzjahr: ca. 1855 OSM-Link zur Kartendarstellung: Stieleiche mit Zwillingsstamm nordöstlich von Dörnberg | Quercus robur                   | 6.33.303 |
| mehr Fotos \| Fotos hochladen | Eichen- und Buchengruppe (3/8 Stck.) | Dörnberg 51° 19′ 51,6″ N, 9° 21′ 19″ O                     | Baumgruppe aus Eichen und Buchen ca. 1,1 km südöstlich von Dörnberg. Die Bäume stehen auf einer Weide im Habichtswald, ca. 300 m südöstlich des Forsthauses Haide. Südlich der Baumgruppe verläuft ein Forstweg, der Bestandteil des Märchenlandweges und weiterer Wanderwege ist. Vom Weg aus ist die südlichste Buche, an der zahlreiche Äste abgesägt wurden, gut sichtbar. Die anderen Bäume stehen, schwer einseh- und erreichbar in einer verbuschten Fläche weiter nördlich. Ganz im Norden finden sich 3 Stieleichen und 1 Rotbuche. In der Mitte der Fläche steht eine Rotbuche mit Zwillingsstamm, dort finden sich auch 4 abgestorbene Stämme, 2 davon noch als stehendes Totholz. Insofern ist nicht davon auszugehen, dass die im behördlichen Kataster verzeichneten 11 Bäume noch alle lebendig sind. Stammumfänge: bis 4,50 m Höhe: bis 30 m Pflanzjahr: ca. 1805 OSM-Link zur Kartendarstellung: Die südlichste Rotbuche beim Forstweg | Quercus robur + Fagus sylvatica | 6.33.304 |
| mehr Fotos \| Fotos hochladen | 1 Buche, 1 Eiche                     | Dörnberg 51° 19′ 55,4″ N, 9° 21′ 8,2″ O                    | Rotbuche und Stieleiche ca. 800 m südlich des Ortsrandes von Dörnberg. Die beiden Bäume stehen nahe beieinander auf einer Wiese im Habichtswald, ca. 200 m südwestlich des Forsthauses Haide. Am westlich Rand der Wiese verläuft ein Wirtschaftsweg, der Bestandteil des Märchenlandweges und weiterer Wanderwege ist. Die Rotbuche: Stammumfang: 2,80 m Höhe: 18 m Pflanzjahr: ca. 1905 OSM-Link zur Kartendarstellung: Rotbuche im Habichtswald Die Stieleiche: Stammumfang: 3,85 m Höhe: 21 m Pflanzjahr: ca. 1875 OSM-Link zur Kartendarstellung: Stieleiche im Habichtswald | Fagus sylvatica + Quercus robur | 6.33.305 |
| mehr Fotos \| Fotos hochladen | 1 Eiche                              | Ehlen 51° 20′ 18,6″ N, 9° 18′ 11,5″ O                      | Stieleiche ca. 1,0 km nördlich des Ortsrandes von Ehlen. Die alte Eiche steht auf einer privaten Wiese des Gutes Bodenhausen, direkt östlich der L 3220. Der Baum hat wahrscheinlich innerhalb der letzten Jahre den oberen Teil seiner Krone eingebüßt. Stammumfang: 7,05 m Höhe: 18 m (2005: 28 m) Pflanzjahr: ca. 1705 OSM-Link zur Kartendarstellung: Stieleiche am Gut Bodenhausen | Quercus robur                   | 6.33.307 |

## Belege
1. ↑  Nach dem amtlichen Kataster der Unteren Naturschutzbehörde des Landkreises Kassel und vor Ort Recherche 2016 - August 2017.
2. ↑  Messung 2017-08-13 in h=1,30 m
3. 1 2 3 4 5 6 7  Angaben zu Stammumfang (sofern keine eigene Messung), Größe und Pflanzjahr nach Rüdiger Germeroth, Horst Koenies, Reiner Kunz: Natürliches Kulturgut - Vergangenheit und Zukunft der Naturdenkmale im Landkreis Kassel, Herausgeber: Kreisausschuss des Landkreises Kassel, Untere Naturschutzbehörde, Wolfhagen, 2005, Anhang "Bäume" S. 186 ff. Das Pflanzjahr wurde über das dort geschätzte Alter und das Erscheinungsjahr (2005) der Publikation zurückgerechnet.
4. ↑  Messung 2021-01-08 in h=1,30 m
5. ↑  Messung 2021-01-08 in h=0,50 m
6. ↑  Messung 2020-12-13 in h=1,30 m am verbliebenen Hauptstamm
7. ↑  Messung 2020-12-13 in h=1,30 m
8. ↑  Die Untere Naturschutzbehörde gibt 2005 die Baumhöhe noch mit 28 m an, vgl. Rüdiger Germeroth, Horst Koenies, Reiner Kunz: Natürliches Kulturgut - Vergangenheit und Zukunft der Naturdenkmale im Landkreis Kassel, Herausgeber: Kreisausschuss des Landkreises Kassel, Untere Naturschutzbehörde, Wolfhagen, 2005, Anhang "Bäume" S. 188.
9. ↑  Angaben zu Stammumfang und Höhe nach monumentale-eichen.de, https://www.monumentale-eichen.de/hessen/gut-bodenhausen/, abgerufen 2017-06-23.

- Karte mit allen Koordinaten:
- OSM |
- WikiMap